# Albrecht Poppe
Simon Albrecht Poppe (* 8. Juni 1847 in Vegesack; † 17. Februar 1907 ebenda) war ein deutscher Zoologe.

## Leben
Poppe war das einzige Kind des Schiffskapitäns Georg (Schorse) Poppe (1818–1875) und dessen Frau Margarete geb. Jaburg (1819–1891), die aus einer Vegesacker Seefahrerfamilie stammte. Der Vater war zuletzt Inspektor des Norddeutschen Lloyds in Bremerhaven, wo er der so genannten Thomas Explosion zum Opfer fiel. Albrecht Poppe besuchte das Gymnasium in Bremen, verließ dieses aber 1868 auf ärztlichen Rat hin. Dank seines ausgezeichneten Abgangszeugnisses begann er trotzdem 1868 sein Medizinstudium in Tübingen. Wiederum machte seine Gesundheit einen Strich durch die Rechnung. Schon nach wenigen Monaten musste er sein Studium wieder aufgeben, auch ein erneuter Anlauf in Göttingen musste im Sommer 1869 abgebrochen werden.
Zurück bei seinen Eltern, die nun in Bremerhaven lebten, befasste sich Poppe mit ethnographischen, prähistorischen und vor allem zoologischen Studien, die oftmals veröffentlicht wurden. Er zog nach dem Tode seines Vaters mit seiner Mutter erst nach Bremen, heiratete 1882 Emma Fischer (1846–1939) und siedelte dann mit der Familie nach Vegesack um.
In Vegesack publizierte er weiterhin rege. Er übernahm 1901 die Leitung des Vereins für Naturkunde für Vegesack und Umgebung. Dieses Amt hatte er bis zu seinem Tod 1907 inne.
Sein Schwiegersohn war der Museumsleiter Hans Stöcklein.

## Ehrungen
- Nach ihm ist die Albrecht-Poppe-Straße, vormals Gartenstraße, in Bremen-Vegesack benannt.
- Die Springschwanzarten Sminthurus poppei Reuter, 1885, mittlerweile synonym zu Lipothrix lubbocki (Tullberg, 1872)[2], und Schoettella poppei Schäffer, 1896, mittlerweile synonym zu Pseudachorutes dubius Krausbauer, 1898[3], wurden nach Poppe benannt.

## Werke
Zur Vorgeschichte:
- Die Hausmarken Bremens und des Unterweser-Gebiets, in: Bremisches Jahrbuch, Band 6, 1872, S. 266–284.
- Beschreibung einiger geschafteter Feuersteinbeile aus dem Gebiete der unteren Weser und Elbe. Verein für Naturkunde für Vegesack und Umgebung, 1879.

Zur Zoologie:
- Zur Säugetier-Fauna des nordwestlichen Deutschland. Verein für Naturkunde für Vegesack und Umgebung, 1882.
- Die freilebenden Copepoden des Jadebusens. Verein für Naturkunde für Vegesack und Umgebung, 1885.
- Ueber parasitische Milben. Verein für Naturkunde für Vegesack und Umgebung, 1888.
- Beiträge zur Fauna der Insel Spiekerooge. Verein für Naturkunde für Vegesack und Umgebung, 1891.
- Albrecht Poppe, C. Schäffer: Die Collembola der Umgegend von Bremen. In: Abhandlungen des Naturwissenschaftlichen Vereins zu Bremen. Band 14, 1897, S. 265–272 (zobodat.at [PDF]).